# Фолон (Невада)
Фолон (енгл. Fallon) град је у америчкој савезној држави Невада.

## Демографија
По попису из 2010. године број становника је 8.606, што је 1.07 (14,2%) становника више него 2000. године.
| Група             | 2000.         | 2010.         |
| Белци             | 5.763 (76,5%) | 6.299 (73,2%) |
| Афроамериканци    | 154 (2,0%)    | 240 (2,8%)    |
| Азијати           | 377 (5,0%)    | 384 (4,5%)    |
| Хиспаноамериканци | 745 (9,9%)    | 1.102 (12,8%) |
| Укупно            | 7.536         | 8.606         |